# Druipzakpijp
De druipzakpijp (Didemnum lahillei) is een zakpijpensoort uit de familie van de Didemnidae. De wetenschappelijke naam van de soort werd in 1909 voor het eerst geldig gepubliceerd door Hartmeyer.

## Beschrijving
De druipzakpijp is een kolonievormende zakpijp met met een sponsachtig uiterlijk, waarbij de individuele bruingele zoïden slechts 1 tot enkele millimeters groot zijn. Het is een soort die overal over heen groeit, met name over ander organismen. Vooral de Japanse oester (Crassostrea gigas) schijnt een geliefde ondergrond te zijn. Op een sterk hellende bodem en op touwen krijgen grote kolonies hun kenmerkende druipende uiterlijk. De kolonie is voorzien van vele kleine gaatjes. Dit zijn de instroomopeningen (orale sifo's) van de individuele zoïden. Daarnaast zijn in kleinere aantallen de grotere, gemeenschappelijke uitstroomopeningen te zien die meestal van ongelijke grootte zijn.

## Verspreiding
De druipzakpijp is een exoot die oorspronkelijk noordoostelijke Aziatische kustwateren, onder andere uit de omgeving van Japan, komt maar in zeer korte tijd zich over de wereld heeft verspreid. In de Nederlandse wateren is deze soort in 1991 voor het eerst waargenomen bij Neeltje Jans. Later is deze soort zeer algemeen geworden in de zoute wateren van de Zeeuwse Delta (vooral in het Zijpe) en sinds 2008 ook in de Waddenzee. Echter, in de Noordzee wordt de soort maar weinig aangetroffen. Buiten Nederland bekend van Plymouth (Engeland) en Bretagne. Omdat deze korstvormige kolonies andere organismen van hard substraat overwoekeren vormen ze een bedreiging voor de (inheemse) biodiversiteit, zowel in Nederland als daarbuiten. Het enige lichtpuntje in Nederland is dat onze winters nét koud genoeg lijken om de populatiegroei enigszins in te tomen. Bij watertemperaturen onder de 5° Celsius sterft de populatie. Echter door de opwarming van de Aarde (en dus ook van het Nederlandse zeewater) neemt de populatie van deze soort toe.